# کلودیو مارانگونی
کلودیو مارانگونی (انگلیسی: Claudio Marangoni؛ زادهٔ ۱۷ نوامبر ۱۹۵۴) بازیکن فوتبال اهل آرژانتین است.
از باشگاه‌هایی که در آن بازی کرده‌است می‌توان به باشگاه اتلتیکو ایندپندینته، باشگاه فوتبال ساندرلند، باشگاه فوتبال بوکا جونیورز، باشگاه ورزشی سن لورنسو آلماگرو، و باشگاه فوتبال اتلتیکو هوراکان اشاره کرد.
وی همچنین در تیم ملی فوتبال آرژانتین بازی کرده‌است.